# Geulanggang Baro (Kota Juang)
Geulanggang Baro is een bestuurslaag in het regentschap Bireuen van de provincie Atjeh, Indonesië. Geulanggang Baro telt 1030 inwoners (volkstelling 2010).